# Besitz (Österreich)
Im österreichischen Sachenrecht bezeichnet nach § 309 ABGB Besitz die vom Besitzwillen (animus) getragene unmittelbare Verfügungsgewalt (corpus) eines Menschen über eine Sache. Das österreichische ABGB ist als naturrechtliche Kodifikation des beginnenden 19. Jahrhunderts dem Römischen Recht näher als das deutsche BGB. Dies zeigt sich insbesondere beim Besitz, wo das ABGB zwischen Innehabung und (tatsächlichem) Besitz in römischrechtlicher Manier unterscheidet:

## Innehabung und Besitz
- Innehabung: Inhaber ist derjenige, der eine Sache nur in seiner Verfügungsgewalt hat.
- Besitz: Besitzer ist der, der animus (Wille, die Sache als die seinige zu behalten) und corpus (Innehabung) hat.
- Eigentümer: Eigentümer ist der, dem die Sache rechtmäßig gehört.

Beispiele: Der Entlehner ist Inhaber, da er den Besitzwillen eines anderen anerkennt. Der Dieb ist – unredlicher – Besitzer, da er Innehabung und Eigenbesitzwille hat.

## Arten des Besitzes
Im Einzelnen kann man unterscheiden:
- Sachbesitz – Rechtsbesitz
  - Sachbesitz: Besitz einer körperlichen Sache
  - Rechtsbesitz: Besitz von Rechten, also unkörperlichen Sachen (immaterielles Gut), wobei sich diese Rechte auf körperliche Sachen (z. B. Mietgegenstand) beziehen und auf dauernde Ausübung gerichtet sein müssen.
- Rechtmäßigkeit – Redlichkeit – Echtheit
  - rechtmäßiger Besitz: Besitz aufgrund eines gültigen Titels (z. B. Kauf)
  - redlicher Besitz: Der Besitzer hält die Sache „aus wahrscheinlichen Gründen für die seinige“.
  - echter Besitz: Besitz nec vi (nicht gewaltsam entzogen), nec clam (nicht heimlich entzogen), nec precario (nicht aufgrund einer Bittleihe)

Treffen alle drei Eigenschaften (Rechtmäßigkeit, Redlichkeit und Echtheit) zu, spricht man von einem (dreifach) qualifizierten Besitz.

## Besitzschutz
Der Besitz ist geschützt durch:
- Besitzstörungsklage: Eine Klage auf Feststellung der Störung, Wiederherstellung des ruhigen Besitzstandes und Untersagung weiterer Störungen
- Actio Publiciana: Eine Klage auf Feststellung der Besitzverhältnisse und deren Herausgabe
- Selbsthilfe: Käme behördliche Hilfe zu spät und besteht dringende Gefahr, darf der Besitzer seinen Besitz durch angemessene Gewalt schützen (§ 344 ABGB).
- Notwehr: Schädigende Handlungen gegen den Angreifer, wenn sie zur Abwehr eines Angriffs erfolgen